# Фрей, Леонард
Леонард Фрей (англ. Leonard Frey, 4 сентября 1938 — 24 августа 1988) — американский актёр, наиболее известный по роли Гарольда в пьесе «Парни в группе» 1968 года, её одноимённой экранизации Уильяма Фридкина 1970 года и по роли Мотеля в фильме «Скрипач на крыше» 1971 года.
Родился в Бруклине, Нью-Йорк. Учился в школе Джеймса Мэдисона, а затем в колледже Купер-Юнион, где изучал искусство и планировал стать художником. Но потом изменил планы и перешёл в Neighborhood Playhouse School of the Theatre, чтобы стать актёром.
Фрей дебютировал в бродвейском мюзикле Little Mary Sunshine и получил премию Вернона Райса за свое последующее исполнение в «Тренере с шестью внутренностями», экранизации романа «Поминки по Финнегану» Джин Эрдман.
Среди его телевизионных работ — роли в сериалах «Миссия невыполнима», «Она написала убийство» и «Детективное агентство „Лунный свет“». В 1968 году сыграл в пьесе «Парни в группе» Марта Кроули, а в 1970 — в её экранизации Уильяма Фридкина. На большом экране знаковой для него стала роль в музыкальной драме «Скрипач на крыше» в 1971 году, принёсшая ему номинацию на премию «Оскар».
Как характерный актёр Леонард Фрей часто играл комические роли. Актёр исполнил множество ведущих ролей для репертуарного театра Линкольн-центра в пьесах «Время твоей жизни», «Нищий на коне», «Двенадцатая ночь» и «Люди живут здесь» Атола Фугарда. Он также появился в пьесах Мольера и Рональда Рибмана в Йельском репертуарном театре и сыграл на Бродвее в «Национальном здоровье» Питера Николса. Он играл в нескольких операх, в том числе «Летучая мышь» с Беверли Силлс и Джоан Сазерленд.
Леонард Фрей скончался в 1988 году в возрасте 49 лет от оппортунистических заболеваний, вызванных СПИДом.